# José Joaquim Ramos Ferreira
José Joaquim Ramos Ferreira (? — ?) foi um político brasileiro.
Foi vice-presidente da província de Mato Grosso, assumindo a presidência interinamente por duas vezes, de 5 de outubro a 5 de novembro de 1885 e de 9 de maio a 16 de novembro de 1887.